# (32239) 2000 OB39
2000 OB39 (asteroide 32239) é um asteroide da cintura principal. Possui uma excentricidade de 0.16684750 e uma inclinação de 8.39430º.
Este asteroide foi descoberto no dia 30 de julho de 2000 por LINEAR em Socorro.